# Batocera kibleri
Batocera kibleri är en skalbaggsart som beskrevs av Schwarzer 1925. Batocera kibleri ingår i släktet Batocera och familjen långhorningar. Inga underarter finns listade.